# دائرة تحناوت
دائرة تحناوت هي إحدى دوائر إقليم الحوز، التابع لجهة مراكش آسفي في المملكة المغربية، تضم الدائرة 6 جماعات قروية، يتبع لها 15 مشيخة و281 دوارا. 
بلغ عدد سكانها 99.359 نسمة سنة 2004 حسب الإحصاء الرسمي للسكان والسكنى. فيما بلغ عدد القاطنين بالدائرة ما مجموعه 137.707 مواطنا مغربيا بمجموع 27.521 أسرة بالإضافة ل166 قاطنا أجنبيا وفق الإحصاء العام للسكان والسكنى لسنة 2014.

## التقسيمات الإداريّة
تعتبر دائرة تحناوت إحدى الدوائر المشكّلة لإقليم الحوز، وهو التقسيم الإداري من المستوى الرابع المعتمد في المغرب. ينقسم إقليم الحوز إلى 39 جماعات قروية تختلف من حيث السكان والمساحة، والتي بدورها تنقسم إلى مشيخات تضم عدداً من الدواوير.

## الكثافة السكانية
| الإقليم أو البلدية أو الجماعة | عدد المغاربة | الأجانب | مجموع السكان | مجموع الأسر |
| ----------------------------- | ------------ | ------- | ------------ | ----------- |
| دائرة تحناوت                  | 137.707      | 166     | 137.873      | 27.521      |
| مولاي إبراهيم                 | 11.813       | 0       | 11.813       | 2.389       |
| مركز: مولاي إبراهيم           | 3.115        | 0       | 3.115        | 731         |
| أوكايمدن                      | 4.857        | 4       | 4.861        | 782         |
| أوريكة                        | 37.290       | 26      | 37.316       | 7.598       |
| ستي فاطمة                     | 24.124       | 5       | 24.129       | 4.279       |
| تمصلوحت                       | 28.865       | 113     | 28.978       | 6.457       |
| مركز: تمصلوحت                 | 9.083        | 10      | 9.093        | 2.092       |
| أغواطيم                       | 30.758       | 18      | 30.776       | 6.016       |